# 351 Yrsa
Yrsa (asteroide 351) é um asteroide da cintura principal com um diâmetro de 39,59 quilómetros, a 2,3312116 UA. Possui uma excentricidade de 0,156579 e um período orbital de 1 678,42 dias (4,6 anos).
Yrsa tem uma velocidade orbital média de 17,91530128 km/s e uma inclinação de 9,19393º.
Esse asteroide foi descoberto em 16 de Dezembro de 1892 por Max Wolf.